# Endless Love (canción)
Este artículo es sobre la canción. Para la película de 1981 dirígase a Endless Love.
«Endless Love» (español: «Amor sin fin») es una canción grabada originalmente como dueto por Diana Ross y Lionel Richie, quien escribió y produjo la canción. Fue publicada por la empresa discográfica Motown Records en junio de 1981 como sencillo de la banda sonora de la película Endless Love, con Brooke Shields y Martin Hewitten. En esta balada, los cantantes se declaran mutuamente su "amor eterno". 
Fue número uno de la lista Billboard Hot 100, permaneciendo durante nueve semanas consecutivas, desde el 15 de agosto al 16 de octubre de 1981. También alcanzó lo más alto de las listas Billboard Black Singles y Adult Contemporary. Alcanzó el puesto número uno en Australia, Canadá y Sudáfrica. En Reino Unido llegó al número siete.
Se convirtió en el sencillo de Diana Ross con mayor número de ventas, mientras que para Lionel Richie fue un éxito más de todos los que tuvo durante la década de los 80's. Ross grabó una versión en solitario de la canción para su primer álbum con la discográfica RCA Records, Why Do Fools Fall in Love?, aunque la versión que acaparó todo el éxito fue la de su último éxito en Motown. 
La canción fue nominada en los premios Óscar a la Mejor Canción Original para Richie y fue la segunda canción para Ross que fue nominada a un Oscar. Además, en 1982, ganó un premio American Music Award a Mejor Sencillo Pop/Rock.

## Posicionamiento en listas
| Lista (1981–1982)                            | Máxima posición |
| -------------------------------------------- | --------------- |
| Australia (Kent Music Report)                | 1               |
| Bélgica (Flandes) (Ultratop 50)              | 6               |
| Canadá (RPM Top Singles)                     | 1               |
| Estados Unidos (Billboard Hot 100)           | 1               |
| Estados Unidos (Adult Contemporary)          | 1               |
| Estados Unidos (Billboard Hot Soul Singles') | 1               |
| Estados Unidos (Cash Box Top 100)            | 1               |
| Finlandia (Official Finnish Charts)          | 6               |
| Irlanda (IRMA)                               | 9               |
| Italia (Musica e dischi)                     | 24              |
| Nueva Zelanda (Recorded Music NZ)            | 3               |
| Noruega (VG-lista)                           | 8               |
| Países Bajos (Dutch Top 40)                  | 4               |
| Países Bajos (Mega Single Top 100)           | 10              |
| Reino Unido (Official Charts Company)        | 7               |
| Sudáfrica (Springbok)                        | 1               |
| Suecia (Sverigetopplistan)                   | 5               |
| Suiza (Schweizer Hitparade)                  | 6               |

### Sucesión en las listas
| Predecesor: «Jessie's Girl» de Rick Springfield | U.S. Billboard Hot 100 — Sencillo N°. 1 15 de agosto de 1981 - 16 de octubre de 1981 | Sucesor: «Arthur's Theme (Best That You Can Do)» de Christopher Cross |

| Predecesor: «Theme From "Greatest American Hero"» de Joey Scarbury | U.S. Cash Box Top 100 — Sencillo N°. 1 15 de agosto de 1981 - 16 de octubre de 1981 | Sucesor: «Arthur's Theme (Best That You Can Do)» de Christopher Cross |

| Predecesor: «Touch Me When We're Dancing» de The Carpenters | U.S. Billboard Hot Adult Contemporary Tracks — Sencillo N°. 1 5 de septiembre de 1981 - 25 de septiembre de 1981 | Sucesor: «Arthur's Theme (Best That You Can Do)» de Christopher Cross |

| Predecesor: «I'm in Love» de Evelyn King | U.S. Billboard Hot Soul Singles — Sencillo N°. 1 22 de agosto de 1981 - 9 de octubre de 1981 | Sucesor: «When She Was My Girl» de The Four Tops |

| Predecesor: «Feels Si Right» de Alabama | Canada RPM Adult Contemporary Singles — Sencillo N°. 1 10 de octubre de 1981 - 23 de octubre de 1981 | Sucesor: «(There's No) Getting Over Me» de Ronnie Mislap |

| Predecesor: «Urgent» de Foreigner | Canada RPM Canadian Top Singles — Sencillo N°. 1 26 de septiembre de 1981 - 6 de noviembre de 1981 | Sucesor: «Every Little Thing She Does Is Magic» de The Police |

## Versión de Luther Vandross y Mariah Carey
En 1994 Walter Afanasieff produjo la versión de Luther Vandross y Mariah Carey de "Endless Love" para el noveno álbum de estudio de Vandross, Songs. Se conoce por ser el primer dueto de importancia de Carey (anteriormente había realizado uno en la canción I'll Be There con el hasta entonces desconocido cantante Trey Lorenz). 
En los premios Grammy de 1995, la canción fue nominada en la nueva categoría Mejor Colaboración Pop Vocal. Columbia Records incluyó posteriormente la canción en el álbum recopilatorio de Carey Greatest Hits (2001).
Llegó al número dos en la lista estadounidense Billboard Hot 100, convirtiéndose en el quinto sencillo de Vandross en alcanzar el top 10 y el duodécimo de Carey. Fue la canción que más alto llegó en la lista para Vandross en Estados Unidos; permaneció entre las cuarenta mejores posiciones durante trece semanas. 
La asociación RIAA lo certificó disco de oro y entró entre los cinco mejores puestos en Reino Unido y Australia. Se realizaron dos vídeos para el sencillo: en uno de ellos, Carey y Vandross se encuentran grabando la canción en el estudio, y en el otro, aparecen interpretando la canción en directo en el Royal Albert Hall. Se publicaron algunas versiones de la canción en las que Carey y Vandross interpretan la canción en solitario.

### Posicionamiento en listas
| Lista (1994)                             | Máxima posición |
| ---------------------------------------- | --------------- |
| Alemania (Offizielle Deutsche Charts)    | 14              |
| Australia (ARIA)                         | 2               |
| Austria (Ö3 Austria Top 40)              | 13              |
| Bélgica (Flandes) (Ultratop 50)          | 2               |
| Canadá (RPM Top Singles)                 | 6               |
| Escocia (Scottish Singles Sales Chart)   | 6               |
| Estados Unidos (Billboard Hot 100)       | 2               |
| Estados Unidos (Adult Contemporary)      | 11              |
| Estados Unidos (Dance Singles Sales)     | 25              |
| Estados Unidos (Hot R&B/Hip-Hop Songs)   | 7               |
| Estados Unidos (Mainstream Top 40)       | 7               |
| Estados Unidos (Rhythmic)                | 5               |
| Europa North Airplay (Music & Media)     | 2               |
| Europa Northwest Airplay (Music & Media) | 1               |
| Finlandia (Official Finnish Charts)      | 11              |
| Francia (SNEP)                           | 12              |
| Irlanda (IRMA)                           | 4               |
| Italia (Musica e dischi)                 | 8               |
| Nueva Zelanda (Recorded Music NZ)        | 1               |
| Noruega (VG-lista)                       | 6               |
| Países Bajos (Dutch Top 40)              | 4               |
| Países Bajos (Mega Single Top 100)       | 6               |
| Reino Unido (Official Charts Company)    | 3               |
| Reino Unido (UK R&B Chart)               | 5               |
| Reino Unido (Airplay (Music Week)        | 2               |
| Suecia (Sverigetopplistan)               | 10              |
| Suiza (Schweizer Hitparade)              | 6               |

## Versión de Lionel Richie y Shania Twain
Lionel Richie regrabó la canción en 2011 a dúo con la cantante canadiense de country pop Shania Twain. Fue lanzado como el primer sencillo de su álbum Tuskegee el 7 de febrero de 2012.
El proceso de grabación de la canción fue documentado en el episodio final de la serie de docudrama de Twain, Why Not? with Shania Twain, que se emitió el 12 de junio de 2011.

## Vídeo musical
Un video musical de la canción fue grabado en las Bahamas en febrero de 2012. Dirigido por Paul Boyd, el video fue lanzado a los canales de música country CMT y GAC el 23 de marzo de 2012.

#### Posicionamiento en listas
| Lista (2012)                                 | Máxima posición |
| -------------------------------------------- | --------------- |
| Bélgica (Flandes) (Ultratip Bubbling Under)  | 77              |
| Estados Unidos (Bubbling Under Hot 100)      | 16              |
| Estados Unidos (Adult Contemporary)          | 12              |
| Estados Unidos (Hot Singles Sales Billboard) | 1               |

## Versión de Kenny Rogers
La versión de Kenny Rogers de "Endless Love" se incluyó en su álbum Vote For Love (1996). También aparece en el álbum Always and Forever (1996), que vendió cuatro millones de copias. Esta versión no se publicó como sencillo.

## Versión de Filippa Giordano y Carlos Rivera
La cantante ítalo-mexicana Filippa Giordano incluyó una versión de este tema en su noveno álbum, titulado Friends & Legends Duets (2018), cantándola a dúo con el cantante y actor mexicano Carlos Rivera. Fue la primera canción que este último canta íntegramente en lengua inglesa. El videoclip que fue grabado para esta canción, aparecen los dos cantando sobre un fondo negro y mirándose mientras cantan.